# Joc de cartes iraquià dels més buscats

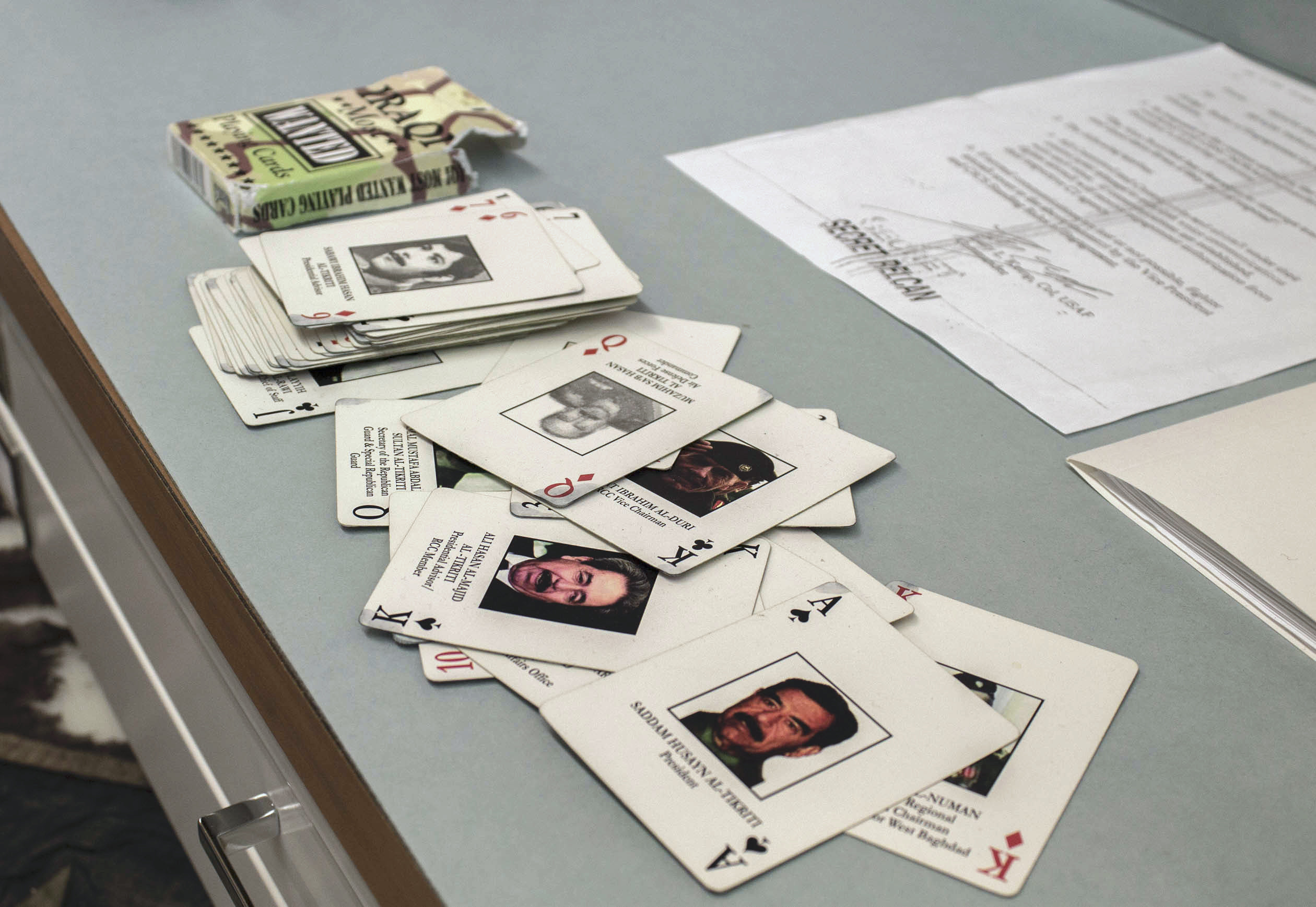
Baralla original

El joc de cartes iraquià dels més buscats, també conegut amb el seu nom oficial en anglés Personality Identification Playing Cards, va ser una baralla creada per l'Exèrcit dels Estats Units durant la guerra de l'Iraq l'any 2003. La intencionalitat amb la qual es van crear és que aquestes cartes foren les que es repartiren entre les tropes, amb l'objectiu de facilitar les labors d'identificació i captura dels personatges més cercats del règim de Saddam Hussein.

## La baralla

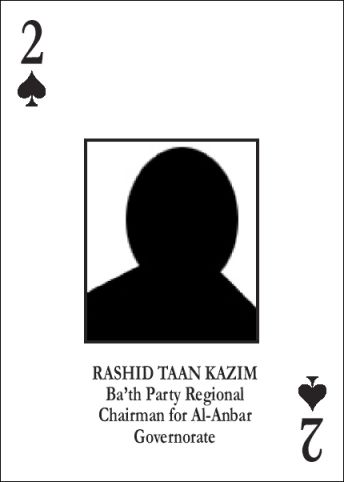
Rashid Taan. 2 de piques

Per a les cartes es va adoptar el format de la baralla anglesa-francesa, amb 52 cartes. Cadascuna de les cartes estava dedicada a alguns dels personatges del règim iraquià, així com a altres membres del Partit Baaz o del Consell Revolucionari. El valor de les cartes estava lligat a la importància i rang dels personatges dins del règim, reservant els asos de cada per als membres més poderosos del clan familiar Hussein. Cada carta venia acompanyada amb la fotografia del personatge en qüestió, així com el seu nom complet i el càrrec que exercia, per tal de facilitar la identificació de cadascun d'ells.

### Piques
- As ♠: Saddam Hussein Al-Tikriti, President (núm.1 en la llista dels més buscats) (capturat el 13 de desembre de 2003) (executat el 30 de desembre de 2006).
- Rei ♠: Ali Hassan al-Majid, assessor presidencial/membre del RCC, també conegut com a Chemical Ali (núm.5) (capturat el 21 d'agost de 2003) (executat el 25 de gener de 2010).
- Reina ♠: Muhammad Hamza Zubaydi, membre retirat del RCC (el núm.9, però era originàriament el núm.18) (capturat el 21 d'abril de 2003) (mort sota custòdia el 2 de desembre de 2005).
- Sota ♠: Ibrahim Ahmad Abd al-Sattar Muhammad, Cap de Personal de les Forces Armades Iraquianes (el núm.13, era el núm.11) (capturat el 12 de maig de 2003) (mort sota custòdia el 28 d'octubre de 2010).
- Deu ♠: Hamid Raja Shalah, Comandant de les Forces Aèries (el núm.17, era el núm.15) (capturat el 14 de juny de 2003)(alliberat l'agost de 2007).[5]
- Nou ♠: Rukan Razuki Abd al-Ghafar, Cap de l'Oficina d'Afers Tribals (núm.21, era el núm.39) (matat el 2003).[6]
- Vuit ♠: Tarek Aziz, Viceprimer ministre (el núm.25, era el núm.43) (rendició i sentenciat a mort el 24 d'abril de 2003, mort el juny de 2015).
- Set ♠: Mahmud Dhiyab, Ministre d'Interior (el núm.29, era el núm.46) (rendició el 2003, alliberat el juliol de 2012).[7]
- Sis ♠: Amir Rashid Muhammad al-Ubaydi, assessor presidencial/antic Ministre d'Afers Petrolers (el núm.33, era el núm.47) (rendició el 28 d'abril de 2003, alliberat l'abril de 2012).
- Cinc ♠: Watban Ibrahim Hasan, assessor presidencial (el núm.37, era el núm.51) (capturat i sentenciat a mort el 13 d'abril de 2003. Mort per causes naturals sota custòdia el 13 d'agost de 2015).[8]
- Quatre ♠: Muhammad Zimam Abd al-Razzaq, President Executiu d'una Branca del Partit Ba'ath (el núm.41, era el núm.23), (capturat el 15 de febrer de 2004).[9]
- Tres ♠: Sa'd Abdul-Majid Al-Faisal, President Executiu d'una Branca del Partit Ba'ath (el núm.55, era el núm.36), (capturat el 24 de maig de 2003) (alliberat el 18 de desembre de 2005).[9]
- Dos ♠: Rashid Taan Kazim, President Regional del Partit Ba'ath (el núm.49, era el núm.30), (capturat el 9 de juliol de 2006,[10] o encara possiblement fugitiu).[9]